# The Concert in Central Park
《The Concert in Central Park》는 미국의 포크 록 듀오 사이먼 & 가펑클의 첫 라이브 음반으로, 1982년 2월 16일, 워너 브라더스 레코드를 통하여 발매되었다. 녹음은 1981년 9월 19일 뉴욕 센트럴 파크에 위치한 그레이트 론에서 열린 무료 자선 콘서트에서 50만 명이 넘는 인파 속에서 이루어졌다. 공연 당시 영상은 TV로 중계되고, 비디오로도 발매되었다. 수익금은 도시의 자금 부족으로 악하되었던 공원의 유지 보수 및 재개발을 위해 사용되었다. 또한 콘서트와 음반은 폴 사이먼과 아트 가펑클이 1984년까지 3년간 이어진 재결합을 알리는 시작점이기도 하였다.
센트럴 파크에서 자선 콘서트를 하자는 의견은 뉴욕시 공원 관리소의 고든 데이비스와 기획자 론 델스너가 처음으로 제안하였다. 텔레비전 채널 HBO가 콘서트를 진행하는 것으로 결정하였고, 델스너는 사이먼 & 가펑클이 재결합을 한 채로 행사에 참여하는 것이 좋겠다고 언급하였으며, 둘은 이 의견에 찬성하였다. 공연에서 연주한 세트리스트에는 듀오 시절에 부른 히트곡 외에도 솔로 활동을 하면서 부른 곡이나 커버도 포함되었다. 총 21곡을 불렀지만, 라이브 음반에는 두 곡이 실리지 않았다. 대표적으로 〈The Sound of Silence〉, 〈Mrs. Robinson〉, 〈The Boxer〉 등의 노래를 불렀으며, 피날레는 사이먼의 솔로 곡 〈Late in the Evening〉으로 끝맺었다. 콘서트는 결과적으로 성공하였고, 월드 투어로도 이어졌지만, 두 사람 사이에 지속되는 마찰로 인해 재결합이 오래 이루어지지는 않았다.
음반과 영화는 콘서트가 열린 다음 해에 나왔다. 사이먼과 가펑클의 공연은 음악 평단으로부터 찬사를 받았으며, 음반은 상업적으로도 큰 성공을 거두었다. 빌보드 200 차트에서는 최대 6위까지 올라갔으며, 미국 음반 산업 협회(RIAA)에서는 더블 플래티넘을 인증받았다. 비디오 영상은 처음엔 HBO가 송출하였으며, 이후 레이저디스크, CED, VHS, DVD 등으로 만들어졌다. 사이먼 & 가펑클이 에벌리 브라더스의 노래 〈Wake Up Little Susie〉를 라이브 버전으로 부른 것은 싱글로 발매되었으며, 1982년 빌보드 핫 100 차트에 27위를 기록하며, 듀오로 발매한 곡 중에는 40위 권 안에 든 마지막 곡이 되었다.

## 음반
| 전문가 평가                   | 전문가 평가 |
| 평가 점수                     | 평가 점수   |
| 출처                          | 점수        |
| ----------------------------- | ----------- |
| AllMusic                      | [ 1 ]       |
| Encyclopedia of Popular Music | [ 2 ]       |
| Rolling Stone                 | [ 3 ]       |
| The Village Voice             | C+          |

### 트랙 리스트
〈The Late Great Johnny Ace〉와 〈Late in the Evening〉의 반복 부분은 음반에 수록되지 않았으나, DVD에는 수록되었다.
| #  | 제목                                    | 재생 시간 |
| -- | --------------------------------------- | --------- |
| 1. | 〈Mrs. Robinson〉                       | 3:52      |
| 2. | 〈Homeward Bound〉                      | 4:22      |
| 3. | 〈America〉                             | 4:47      |
| 4. | 〈Me and Julio Down by the Schoolyard〉 | 3:22      |
| 5. | 〈Scarborough Fair〉                    | 3:52      |

| #  | 제목                                  | 재생 시간 |
| -- | ------------------------------------- | --------- |
| 1. | 〈April Come She Will〉               | 2:37      |
| 2. | 〈Wake Up Little Susie〉              | 2:19      |
| 3. | 〈Still Crazy After All These Years〉 | 4:04      |
| 4. | 〈American Tune〉                     | 4:33      |
| 5. | 〈Late in the Evening〉               | 4:09      |

| #  | 제목                           | 재생 시간 |
| -- | ------------------------------ | --------- |
| 1. | 〈Slip Slidin' Away〉          | 4:54      |
| 2. | 〈A Heart in New York〉        | 2:49      |
| 3. | 〈Kodachrome/Maybellene〉      | 5:51      |
| 4. | 〈Bridge over Troubled Water〉 | 4:48      |

| #            | 제목                                             | 재생 시간 |
| ------------ | ------------------------------------------------ | --------- |
| 1.           | 〈Fifty Ways to Leave Your Lover〉               | 4:23      |
| 2.           | 〈The Boxer〉                                    | 6:02      |
| 3.           | 〈Old Friends〉                                  | 2:57      |
| 4.           | 〈The 59th Street Bridge Song (Feelin' Groovy)〉 | 2:01      |
| 5.           | 〈The Sound of Silence〉                         | 4:13      |
| 총 재생 시간 | 총 재생 시간                                     | 75:51     |

## 차트 성적

### 음반
| 차트 (1982–83)                            | 순위 |
| ----------------------------------------- | ---- |
| 오스트레일리아 켄트 뮤직 리포트 음반 차트 | 5    |
| 오스트리아 음반 차트                      | 5    |
| 캐나다 RPM 음반 차트                      | 9    |
| 네덜란드 음반 차트                        | 1    |
| 프랑스 음반 차트                          | 1    |
| 이탈리아 음반 차트                        | 5    |
| 일본 오리콘 LP 차트                       | 2    |
| 뉴질랜드 음반 차트                        | 1    |
| 노르웨이 VG-리스타 음반 차트              | 1    |
| 스페인 음반 차트                          | 7    |
| 스웨덴 음반 차트                          | 5    |
| 영국 음반 차트                            | 6    |
| 미국 빌보드 팝 음반                       | 6    |
| 서독 미디어 컨트롤 음반 차트              | 3    |
| 차트 (1988)                               | 순위 |
| 네덜란드 음반 차트                        | 9    |
| 차트 (1995)                               | 순위 |
| 프랑스 음반 차트                          | 25   |
| 차트 (1999)                               | 순위 |
| 노르웨이 VG-리스타 음반 차트              | 10   |

| 차트 (1982)              | 순위 |
| ------------------------ | ---- |
| 오스트레일리아 음반 차트 | 10   |
| 오스트리아 음반 차트     | 5    |
| 캐나다 음반 차트         | 67   |
| 일본 오리콘 차트         | 15   |
| 이탈리아 음반 차트       | 17   |
| 미국 빌보드 200          | 75   |